# Ierland op het Eurovisiesongfestival 1990
Ierland nam deel aan het Eurovisiesongfestival 1990 in Zagreb, Joegoslavië.
Het was de 24ste deelname van Ierland aan het festival.
De nationale omroep RTE was verantwoordelijk voor de bijdrage van Ierland voor 1990.

## Selectieprocedure
De Ierse Nationale finale werd gehouden op 25 maart 1990 en werd uitgezonden door de RTÉ, gepresenteerd door Jimmy Greeley en Cliona Ni Bhuachall.
Acht acts deden mee in de finale en de winnaar werd gekozen door 12 regionale jury's..

| Volgorde | Artiest                  | Lied                          | Punten | Plaats |
| -------- | ------------------------ | ----------------------------- | ------ | ------ |
| 1        | The Memories             | "If It Means Losing You"      | 57     | 8th    |
| 2        | Ann Breen                | "Oh, Darling"                 | 80     | 4th    |
| 3        | Fran Meen                | "Say That You Love Me"        | 66     | 6th    |
| 4        | Dreams                   | "Sin Sin ("That's That")"     | 73     | 5th    |
| 5        | Connor Stevens           | "Count On Me"                 | 88     | 3rd    |
| 6        | Linda Martin and Friends | "All The People In The World" | 105    | 2nd    |
| 7        | Maggie Toal              | "Feed Him With Love"          | 61     | 7th    |
| 8        | Liam Reilly              | "Somewhere In Europe"         | 130    | 1st    |

## In Zagreb
In Joegoslavië moest Ierland aantreden als 17de, na Portugal en voor Zweden
Op het einde van de puntentelling bleek dat Ierland 2de was geworden met 132 punten.
Men had ook 2 maal het maximum van de punten ontvangen.
Nederland gaf 10 punten en België 7 punten voor deze inzending.

### Gekregen punten

#### Finale
| 12 punten               | 10 punten                                  | 8 punten                           | 7 punten                                       | 6 punten               |
| ----------------------- | ------------------------------------------ | ---------------------------------- | ---------------------------------------------- | ---------------------- |
| - Oostenrijk - Zweden   | - Nederland - Spanje - Verenigd Koninkrijk | - Denemarken - IJsland - Noorwegen | - België - Duitsland - Frankrijk - Griekenland | - Luxemburg - Portugal |
| 5 punten                | 4 punten                                   | 3 punten                           | 2 punten                                       | 1 punt                 |
| - Turkije - Zwitserland | - Finland                                  |                                    |                                                |                        |

### Punten gegeven door Ierland

#### Finale
Punten gegeven in de finale:
| 12 punten | Italië              |
| 10 punten | Duitsland           |
| 8 punten  | Frankrijk           |
| 7 punten  | IJsland             |
| 6 punten  | Verenigd Koninkrijk |
| 5 punten  | Joegoslavië         |
| 4 punten  | Denemarken          |
| 3 punten  | Noorwegen           |
| 2 punten  | Oostenrijk          |
| 1 punt    | België              |

1965 · 1966 · 1967 · 1968 · 1969 · 1970 · 1971 · 1972 · 1973 · 1974 · 1975 · 1976 · 1977 · 1978 · 1979 · 1980 · 1981 · 1982 · 1983 · 1984 · 1985 · 1986 · 1987 · 1988 · 1989 · 1990 · 1991 · 1992 · 1993 · 1994 · 1995 · 1996 · 1997 · 1998 · 1999 · 2000 · 2001 · 2002 · 2003 · 2004 · 2005 · 2006 · 2007 · 2008 · 2009 · 2010 · 2011 · 2012 · 2013 · 2014 · 2015 · 2016 · 2017 · 2018 · 2019 · 2020 · 2021 · 2022 · 2023 · 2024 · 2025